# Акжар (Хромтауский район)
Акжар (каз. Ақжар, до 1999 г. — Новороссийское) — село в Хромтауском районе Актюбинской области Казахстана. Административный центр Акжарского сельского округа. Находится примерно в 32 км к западу от центра города Хромтау. Код КАТО — 156047100.

## Население
| Численность населения | Численность населения | Численность населения | Численность населения | Численность населения |
| 1939                  | 1959                  | 1989                  | 1999                  | 2009                  |
| --------------------- | --------------------- | --------------------- | --------------------- | --------------------- |
| 2714                  | ↗2982                 | ↘2200                 | ↘2086                 | ↗2097                 |

В 1999 году население села составляло 2086 человек (1030 мужчин и 1056 женщин). По данным переписи 2009 года, в селе проживало 2097 человек (1052 мужчины и 1045 женщин).